# Altes Rathaus (Güntersleben)

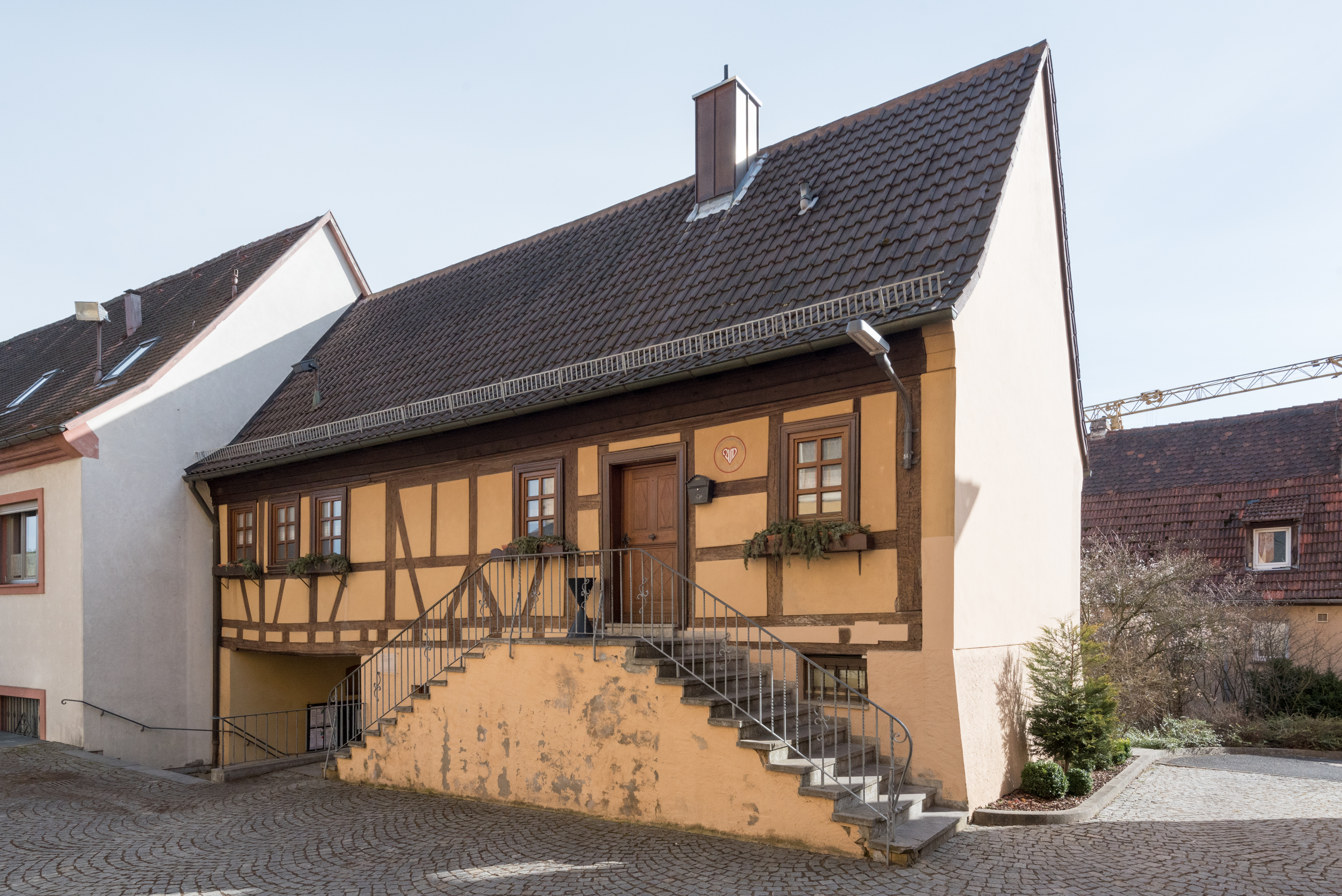
Altes Rathaus in Güntersleben

Das  Alte Rathaus in Güntersleben, einer Gemeinde im unterfränkischen Landkreis Würzburg in Bayern, wurde im 17. Jahrhundert errichtet. Das ehemalige Rathaus an der Josef-Weber-Straße 2 ist ein geschütztes Baudenkmal. 
Der zweigeschossige Satteldachbau in Hanglage mit nördlichem Fachwerkobergeschoss hat einen Durchgang zum Kirchhof. Der Eingang ist über eine zweiläufige Freitreppe zu erreichen.